# Вазова награда
Националната Вазова награда е учредена през 1970 г. от община Сопот и Министерство на културата като израз на признание към паметта на родения в Сопот български поет и писател Иван Вазов. Връчва се ежегодно в началото на юли по време на тържествата, свързани с рождения ден на поета. Липсва публично обявен статут на престижната награда, както и краен срок за номинации.
През 2017 г. са учредени Детска Вазова награда и Военна Вазова награда, а през 2018 г. – съпътстваща журналистическа награда на името на майката на сопотския род Съба Вазова.
Призът е бюст на патриарха на българската литература Иван Вазов, изработен от скулпторката Нина Канарова.

## Наградени автори[3]
- 1970 – Димитър Талев
- 1971 – Емилиян Станев
- 1972 – Андрей Гуляшки
- 1973 – Георги Караславов
- 1974 – Камен Калчев
- 1975 – Дора Габе
- 1978 – Камен Зидаров
- 1979 – Георги Джагаров
- 1980 – Елисавета Багряна
- 1981 – Пантелей Зарев
- 1982 – Павел Вежинов
- 1983 – Евтим Евтимов
- 1984 – Слав Хр. Караславов
- 1985 – Богомил Райнов
- 1986 – Ефрем Каранфилов
- 1987 – Венко Марковски
- 1988 – Костадин Кюлюмов
- 1989 – Валери Петров
- 1990 – Йордан Радичков
- 1997 – Николай Хайтов
- 1998 – Дамян Дамянов и Иван Динков
- 1999 – Петър Караангов
- 2000 – Милена Цанева
- 2003 – Кольо Георгиев (писател)
- 2004 – Стефан Цанев[4]
- 2005 – Вера Мутафчиева[5]
- 2006 – Антон Дончев[6]
- 2007 – Недялко Йорданов[7]
- 2008 – Николай Стоянов[8]
- 2009 – Дончо Цончев[9]
- 2010 – Георги Константинов[10]
- 2011 – Георги Мишев[11][12]
- 2012 – Светлозар Игов[13][14]
- 2013 – Любомир Левчев[15]
- 2014 – Георги Господинов[16]
- 2015 – Владимир Зарев[17]
- 2016 – Иван Гранитски[18][19]
- 2017 – Симеон Янев и Йоана Николова от София (детска Вазова награда)[20][21][22].
- 2018 – Боян Биолчев[23] и Иво Христов от Радомир (детска Вазова награда)[24]
- 2019 – Милен Русков[25][26] и Изабел Овчарова от Шумен (детска Вазова награда)
- 2020 – Борис Христов[27][28] и Станислав Стоянов от Сопот (детска Вазова награда)
- 2021 – Боян Ангелов[29][30] и авторският колектив на списание „Любословие“ от НГДЕК „Константин-Кирил Философ“ – София (детска Вазова награда)
- 2022 – Георги Бърдаров и Джоана Дахабре от Шумен (детска Вазова награда)[31]
- 2023 – Теодора Димова[32][33][34]
- 2024 – Здравка Евтимова[35][36]
- 2025 – Христо Славов[37][38] и Българското училище „Райна княгиня“ в Дъблин и Корк и Българското училище „Васил Левски“ – Шанън за издадената двуезична книга „Заедно в приказния свят на България и Ирландия“ (детска Вазова награда)

## Журналистическа награда „Съба Вазова“
- 2018 – Валерия Велева[39]
- 2019 – Галя Щърбева[40]
- 2022 – Мария Цънцарова[41]
- 2023
- 2024 – Мира Добрева

## Други награди, носещи името на Иван Вазов

### Международна награда „Иван Вазов“
В навечерието на 170-годишнината от рождението на писателя Народен театър „Иван Вазов“ създава международна награда на името на своя патрон.